# Liste der Kulturdenkmale in Kleinradmeritz
In der Liste der Kulturdenkmale in Kleinradmeritz sind die Kulturdenkmale des Ortsteils Kleinradmeritz der Großen Kreisstadt Löbau verzeichnet, die bis Januar 2019 vom Landesamt für Denkmalpflege Sachsen erfasst wurden (ohne archäologische Kulturdenkmale). Die Anmerkungen sind zu beachten.

## Liste der Kulturdenkmale in Kleinradmeritz
| Bild                                    | Bezeichnung | Lage                                      | Datierung | Beschreibung | ID       |
| --------------------------------------- | --- | ----------------------------------------- | --- | --- | -------- |
|                                         | Sächsisch-Preußischer Grenzstein: Pilarpaar Nr. 45 | (Flurstück 430a) (Karte)                  | Nach 1828 | Siehe auch Sachgesamtheit 09305644; vermessungsgeschichtlich und landesgeschichtlich von Bedeutung als Zeitdokument der historischen Grenzziehung zwischen Sachsen und Preußen nach dem Wiener Kongress 1815. | 09305430 |
| Direkt Bild zu diesem Denkmal hochladen | Wohnhaus | Am Hasenberg 4 (Karte)                    | Um 1850 | Obergeschoss Fachwerk, Beispiel ländlicher Holzbauweise, baugeschichtlich von Bedeutung | 08960579 |
| Direkt Bild zu diesem Denkmal hochladen | Wohnhaus | Am Hasenberg 10 (Karte)                   | 1. Hälfte 19. Jahrhundert | Obergeschoss Fachwerk, ehemaliges Umgebindehaus, Krüppelwalmdach, Obergeschoss nach hinten verschiefert, baugeschichtlich von Bedeutung | 08960578 |
| Direkt Bild zu diesem Denkmal hochladen | Stallgebäude der Schäferei und alle Reste der Einfriedungsmauer (Einzeldenkmale zu ID-Nr. 09303322) | An der alten Schäferei (Karte)            | 18. Jahrhundert | Einzeldenkmale der Sachgesamtheit Rittergut Kleinradmeritz; baugeschichtlich und ortsgeschichtlich von Bedeutung | 09299857 |
| Direkt Bild zu diesem Denkmal hochladen | Straßenbrücke | Petschkebergstraße (Karte)                | Um 1950 | Dreibogige Brücke aus Granit-Steinen, baugeschichtlich und verkehrsgeschichtlich von Bedeutung | 08960577 |
| Direkt Bild zu diesem Denkmal hochladen | Einbogenbrücke in Granit-Bruchstein der Petschkebergstraße S122, dient als Flutöffnung des Löbauer Wassers (Bauwerk 4) | Petschkebergstraße (Karte)                | 1910 | Baugeschichtliche Bedeutung | 09304969 |
| Direkt Bild zu diesem Denkmal hochladen | Gasthof Böhmerwald | Petschkebergstraße 7 (Karte)              | Um 1880 | Stattlicher, klassisch gegliederter Bau mit Mittelrisalit mit rundbogigen Saalfenstern und Dreiecksgiebel, ortsgeschichtlich von Bedeutung | 08960589 |
| Direkt Bild zu diesem Denkmal hochladen | Wohnhaus mit Schmiede und Seitengebäude | Petschkebergstraße 14 (Karte)             | 2. Hälfte 19. Jahrhundert | Baugeschichtlich und ortsgeschichtlich von Bedeutung | 08960580 |
| Direkt Bild zu diesem Denkmal hochladen | Scheune (Einzeldenkmal zu ID-Nr. 09303322) | Petschkebergstraße 18 (Karte)             | 1. Hälfte 19. Jahrhundert | Einzeldenkmal der Sachgesamtheit Rittergut Kleinradmeritz; baugeschichtlich und ortsgeschichtlich von Bedeutung | 08960581 |
| Direkt Bild zu diesem Denkmal hochladen | Gesindehaus (Einzeldenkmal zu ID-Nr. 09303322) | Rosenhainer Straße 2, 4, 6 (Karte)        | 18. Jahrhundert | Einzeldenkmal der Sachgesamtheit Rittergut Kleinradmeritz; baugeschichtlich und ortsgeschichtlich von Bedeutung | 08960584 |
| Direkt Bild zu diesem Denkmal hochladen | Wohnstallhaus | Rosenhainer Straße 30 (Karte)             | Um 1850 | Obergeschoss Fachwerk, Beispiel Oberlausitzer Holzbauweise, baugeschichtlich von Bedeutung | 08960588 |
| Direkt Bild zu diesem Denkmal hochladen | Denkmal für die Gefallenen des Ersten Weltkrieges | Schloßweg (im Park) (Karte)               | Nach 1918 | Monolith mit Inschriftentafel, ortsgeschichtlich von Bedeutung | 08960582 |
|                                         | Rittergut Kleinradmeritz (Sachgesamtheit) | Schloßweg 1, 4, 4a, 4b, 4c, 4d, 5 (Karte) | Um 1800 (Gutsverwalterhaus); bezeichnet mit 1815 (Herrenhaus-Anbau); Seitengebäude 1. und 2. Hälfte 19. Jahrhundert (Wirtschaftsgebäude) | Sachgesamtheit Rittergut Kleinradmeritz mit folgenden Einzeldenkmalen: Herrenhaus (Nr. 4, 4a), Gutsverwalterhaus (Nr. 1) und Wirtschaftsgebäude (Nr. 5) im Osten, zwei Wirtschaftsgebäude im Westen (Nr. 4b, 4c, 4d und ohne Nr.), dazu Scheune (Petschkebergstraße 18), der bis auf sein östliches Ende eingestürzte Nordflügel des Wirtschaftshofes (ohne Nr.) sowie Einfriedungsmauer (siehe Einzeldenkmal 08960581), das Stallgebäude der Schäferei und alle Reste der Einfriedungsmauer (siehe Einzeldenkmal An der Schäferei 09299857), das Gesindewohnhaus (siehe Einzeldenkmal Rosenhainer Straße 2, 4, 6 – 08960584), das außerhalb des Rittergutes gelegene Stallgebäude (siehe Einzeldenkmal 09303713), der Gutspark (Gartendenkmal) und der Wirtschaftshof als Sachgesamtheitsteil; baugeschichtlich und ortsgeschichtlich und landschaftsgestaltend von Bedeutung | 09303322 |
|                                         | Herrenhaus (Nr. 4, 4a), Gutsverwalterhaus (Nr. 1) und Wirtschaftsgebäude (Nr. 5) im Osten, zwei Wirtschaftsgebäude im Westen (Nr. 4b, 4c, 4d und ohne Nr.) und der bis auf sein östliches Ende eingestürzte Nordflügel des Wirtschaftshofes (ohne Nr.) sowie Einfriedungsmauer (Einzeldenkmale zu ID-Nr. 09303322) | Schloßweg 1, 4, 4a, 4b, 4c, 4d, 5 (Karte) | Um 1800 (Gutsverwalterhaus); bezeichnet mit 1815 (Herrenhaus-Anbau); Seitengebäude 1. und 2. Hälfte 19. Jahrhundert (Wirtschaftsgebäude) | Einzeldenkmale der Sachgesamtheit Rittergut Kleinradmeritz; baugeschichtlich und ortsgeschichtlich von Bedeutung | 08960581 |

## Streichungen von der Denkmalliste
| Bild                                    | Bezeichnung                                                                                      | Lage                                | Datierung                 | Beschreibung | ID       |
| --------------------------------------- | ------------------------------------------------------------------------------------------------ | ----------------------------------- | ------------------------- | --- | -------- |
| Direkt Bild zu diesem Denkmal hochladen | Scheune (Fachwerk)                                                                               | Rosenhainer Straße 3 (Karte)        | Um 1850                   | Im originalen Aussehen erhalten, baugeschichtlich von Bedeutung; nach 2014 von der Denkmalliste gestrichen | 08960587 |
| Direkt Bild zu diesem Denkmal hochladen | Wohnstallhaus mit angebautem Scheunenteil                                                        | Rosenhainer Straße 7 (Karte)        | 1. Hälfte 19. Jahrhundert | Wohnstallhaus mit verbrettertem Fachwerkobergeschoss, typisches Oberlausitzer Bauernhaus, baugeschichtlich von Bedeutung. Zwischen 2019 und 2024 aus der Denkmalliste gestrichen. | 08960586 |
| Direkt Bild zu diesem Denkmal hochladen | Wohnstallhaus und Scheune (beides Fachwerk) eines Zweiseithofes sowie Rest der Einfriedungsmauer | Rosenhainer Straße 16 (Karte)       | 1. Hälfte 19. Jahrhundert | Im Ort einziges erhaltenes Fachwerk-Ensemble, baugeschichtlich und sozialgeschichtlich von Bedeutung; zwischen 2016 und 2018 abgerissen | 08960585 |
| Direkt Bild zu diesem Denkmal hochladen | Außerhalb des Rittergutes gelegenes Stallgebäude (Einzeldenkmale zu ID-Nr. 09303322)             | Zoblitzer Straße 15 (neben) (Karte) | Um 1800                   | Einzeldenkmal der Sachgesamtheit Rittergut Kleinradmeritz; auf der Aster-Karte von 1824 als Schafstall bezeichnet, sonst auch als Sommerstall, achteckig-ovaler Grundriss, Wände Fachwerk mit Ziegel ausgefacht, Konstruktion ab Bodenhöhe als liegender Dachstuhl, bautechnisch und baugeschichtlich außergewöhnlich; nach 2014 von der Denkmalliste gestrichen | 09303713 |

## Tabellenlegende
- Bild: Bild des Kulturdenkmals, ggf. zusätzlich mit einem Link zu weiteren Fotos des Kulturdenkmals im Medienarchiv Wikimedia Commons. Wenn man auf das Kamerasymbol klickt, können Fotos zu Kulturdenkmalen aus dieser Liste hochgeladen werden:
- Bezeichnung: Denkmalgeschützte Objekte und ggf. Bauwerksname des Kulturdenkmals
- Lage: Straßenname und Hausnummer oder Flurstücknummer des Kulturdenkmals. Die Grundsortierung der Liste erfolgt nach dieser Adresse. Der Link (Karte) führt zu verschiedenen Kartendiensten mit der Position des Kulturdenkmals. Fehlt dieser Link, wurden die Koordinaten noch nicht eingetragen. Sind diese bekannt, können sie über ein Tool mit einer Kartenansicht einfach nachgetragen werden. In dieser Kartenansicht sind Kulturdenkmale ohne Koordinaten mit einem roten bzw. orangen Marker dargestellt und können durch Verschieben auf die richtige Position in der Karte mit Koordinaten versehen werden. Kulturdenkmale ohne Bild sind an einem blauen bzw. roten Marker erkennbar.
- Datierung: Baubeginn, Fertigstellung, Datum der Erstnennung oder grobe zeitliche Einordnung entsprechend des Eintrags in der sächsischen Denkmaldatenbank
- Beschreibung: Kurzcharakteristik des Kulturdenkmals entsprechend des Eintrags in der sächsischen Denkmaldatenbank, ggf. ergänzt durch die dort nur selten veröffentlichten Erfassungstexte oder zusätzliche Informationen
- ID: Vom Landesamt für Denkmalpflege Sachsen vergebene, das Kulturdenkmal eindeutig identifizierende Objekt-Nummer. Der Link führt zum PDF-Denkmaldokument des Landesamtes für Denkmalpflege Sachsen. Bei ehemaligen Kulturdenkmalen können die Objektnummern unbekannt sein und deshalb fehlen bzw. die Links von aus der Datenbank entfernten Objektnummern ins Leere führen. Ein ggf. vorhandenes Icon  führt zu den Angaben des Kulturdenkmals bei Wikidata.